# T-100重型戰車
Т-100坦克（俄语：Т-100）是蘇聯的一款雙砲塔重型戰車，於1938年至1939年期間設計，原本列寧格勒基洛夫設計局「第185號工廠」將此設計成超重型戰車，後來發展出K-V坦克。1939年冬季戰爭爆發時，T-100用來試著通過曼纳海姆防线的行動，結果失敗。因為實用性低，不但有陳舊的設計理念，機動性差，以及後來有了一個優越的替代方案—KV系列坦克，此坦克本身也衍生出SU-100Y自走砲，但後來都沒有量產，而T-100前後僅製造出2台。